# Испанско-мьянманские отношения
Мьянма и Испания поддерживают двусторонние и дипломатические отношения. У Мьянмы нет посольства в Испании, но её посольство во Франции аккредитовано для этой страны. Испания также не имеет посольства в Бирме, но её посольство в Бангкоке, Таиланд, аккредитовано в Мьянме.

## Дипломатические отношения
Дипломатические отношения улучшились в последние годы после открытия мьянманского режима. Доказательство тому — регулярные контакты официальных лиц Испании и Мьянму на международных встречах. В марте 2012 года Генеральный директор по Азии посетил Мьянму.

## Экономические отношения

### Деловые отношения
Торговые отношения между Испанией и Мьянмой сокращаются и сильно разбалансированы в пользу Мьянмы. Причина — постоянный рост импорта в последние годы (с 2009 года импорт из Мьянмы вырос до 36 миллионов евро, но с минимальным снижением в последний двухлетний период). С другой стороны, экспорт также значительно увеличился, 69%, но из незначительных цифр, 3,4 миллиона евро.

### Инвестиции
Потоки испанских инвестиций в Мьянму отсутствуют, и по состоянию на 31 декабря 2013 года их запасы в миллионах евро были нулевыми. Согласно данным Регистра иностранных инвестиций, валовые потоки прямых испанских инвестиций в Мьянму недостаточны.
Проникновение испанских компаний на бирманский рынок очень низкое, хотя и растет. Количество испанских компаний в химической, электронной и швейной промышленности, производящих или покупающих в Мьянме, значительно увеличилось, что объясняет большой торговый дефицит.

## Сотрудничество
Отношения сотрудничества строятся внутри ЕС, который стал одним из крупнейших доноров в Мьянму. Цель состоит в том, чтобы помочь Мьянме достичь Целей тысячелетия, развивать гражданское общество и продвигаться вперёд в процессе реформ.
В период 2014–2020 годов европейская помощь будет увеличена. Для этого необходима хорошая координация между ЕС, его государствами-членами и правительством Мьянмы. Это было целью I и II Форумов по сотрудничеству в целях развития, проведённых в Мьянме в январе 2013 и 2014 годов, которые поставили задачи европейского сотрудничества в Мьянме на ближайшие годы.
Как было согласовано на Форуме, основными областями действий для европейского сотрудничества будут: укрепление мира, управление, развитие сельских районов, здравоохранение, образование и развитие частного сектора. Горизонтальными приоритетами будут: права человека, гражданское общество, гендер и окружающая среда.